# Kōji Kanemoto
Koji Kanemoto (31 de octubre de 1966) es un luchador profesional japonés Zainichi, de ascendencia coreana. Actualmente lucha para la empresa New Japan Pro Wrestling, y anteriormente para la Universal Wrestling Association en México.

## Carrera

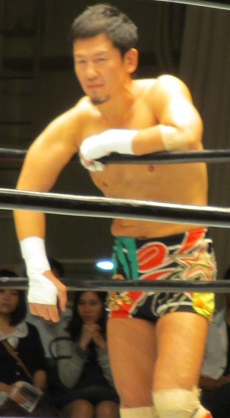
Koji Kanemoto

Kanemoto practicó judo durante sus días en la escuela secundaria y ganó algunos campeonatos como profesional antes de ser contratado por el New Japan Dojo. Kanemoto portó la tercera encarnación de Tiger Mask, sustituyendo a Mitsuharu Misawa. En 1994, perdió en la famosa lucha de "máscara contra máscara" contra uno de los peso crucero más populares, Jushin Liger, durante un espectáculo de New Japan Pro Wrestling. Desde 1994 ha luchado bajo su propio nombre para la New Japan.
Kanemoto fue el primer hombre en defender el Campeonato Peso Junior de la IWGP en los Estados Unidos, en una lucha contra Alex Wright en Starrcade (1995): World Cup of Wrestling (aunque la World Championship Wrestling no lo anunció como tal). También posee una victoria sobre el venerado peleador de la MMA Kazushi Sakuraba en un shoot-style match.
El 3 de mayo del 2006, Kanemoto derrotó a Tiger Mask IV para ganar el Campeonato Peso Junior por quinta vez.
En el Torneo G1 Climax 2006, Kanemoto llegó a la semifinal, siendo el primer peso junior en lograr esta hazaña. Junto con Hiroshi Tanahashi, llegó a la final de la G1 Climax Tag League, llegando dos años al hilo a esta estancia (ediciones de 2006 y 2007). 
El 2 de enero del 2008, en un show de Pro Wrestling ZERO1, Kanemoto anunció su combate en Zero-1 contra Hikaru.

## En lucha
- Movimientos finales
  - Ankle lock- Innovado
  - Moonsault
  - Tiger suplex

- Movimientos finales
  - Corkscrew senton
  - Dragon suplex
  - Facewash - adoptado de Shinjiro Otani
  - Overhead belly to belly suplex
  - Multiple kick variations 
    - Drop
    - Rolling sole
    - Axe
    - Spinning Heel
    - Scissors

  - Reverse frankensteiner
  - Sitout suplex slam
  - Frankensteiner
  - Múltiples palm strikes sucedidos de un knee attack
  - Sitout powerbomb
  - Release German Suplex
  - Figure-four leg lock
  - Avalanche Powerslam
  - Missile Dropkick

## Campeonatos y logros
- New Japan Pro Wrestling
  - IWGP Junior Heavyweight Championship (5 veces)[2]
  - IWGP Junior Heavyweight Tag Team Championship (3 veces) - con Minoru Tanaka (1), Jushin Liger (1) y Wataru Inoue (1)[3]
  - Best of the Super Juniors (1998, 2002, 2009)[4][5]
- Universal Wrestling Association
  - UWA World Junior Light Heavyweight Championship (1 vez)[6]
  - UWA World Welterweight Championship (1 vez)[7]
- Wrestling Observer Newsletter awards
  - 5 Star Match (1997) vs. El Samurai el 5 de junio
  - Most Outstanding Wrestler (1998)
- Pro Wrestling Illustrated
  - Situado en el Nº40 en los PWI 500 del 1994[8]
  - Situado en el Nº48 en los PWI 500 del 1996[9]
  - Situado en el Nº88 en los PWI 500 del 1997[10]
  - Situado en el Nº32 en los PWI 500 del 1998[11]
  - Situado en el Nº28 en los PWI 500 del 1999[12]
  - Situado en el Nº104 en los PWI 500 del 2000[13]
  - Situado en el Nº259 en los PWI 500 del 2001[14]
  - Situado en el Nº38 en los PWI 500 del 2002[15]
  - Situado en el Nº24 en los PWI 500 del 2003[16]
  - Situado en el Nº139 en los PWI 500 del 2004[17]
  - Situado en el Nº131 en los PWI 500 del 2005[18]
  - Situado en el Nº146 en los PWI 500 del 2006[19]
  - Situado en el Nº156 en los PWI 500 del 2007[20]